# Guillaume de Savoie
Guillaume de Savoie, né vers 1204-1207 et mort le 1er novembre 1239, est un militaire et religieux savoyard du XIIIe siècle. Fils puîné du comte Thomas Ier, comte de Savoie et de Maurienne, il devient évêque de Valence (1226-1238) puis prince-évêque de Liège (1238-1239).

## Biographie

### Origines
La date de naissance de Guillaume de Savoie n'est pas précisément connue, toutefois les historiens la fixent « aux alentours des années 1204-1207 ». Il est probablement le huitième des quinze enfants et le sixième garçon de Thomas Ier († 1233), 9e comte de Savoie et de Maurienne et marquis en Italie, et de Béatrice-Marguerite de Genève († 1257),. Il appartient, par son père, aux Humbertiens, à l'origine de la maison de Savoie, et aux comtes de Genève, par sa mère.
La nombreuse progéniture du comte Thomas influe sur le rôle de chacun de ces fils : à l'aîné, Amédée, revient le trône, les cadets sont apanagés, tandis que les benjamins sont destinés à une carrière ecclésiastique. Ainsi, Thomas et Pierre, qui deviendra également comte, obtiennent des bénéfices avant de revenir à une vie seigneuriale à la mort de leurs frères aînés ; Philippe monte sur le trône épiscopal de Valence (1240-1267), puis sur le siège archiépiscopal de Lyon (1245-1267), avant d'hériter du titre de comte, enfin Boniface, devient évêque de Belley (1241-1243), puis archevêque de Canterbury (1241-1270),.

### Début de carrière ecclésiastique
Vers l'âge de quinze ans, en 1220, Guillaume semble déjà prédisposé à obtenir des bénéfices ecclésiastiques.
Selon un acte de janvier 1220, le légat apostolique auprès du roi d'Angleterre, Pandulf Musca (Pandulf Verraccio (en)), indique qu'il a été sollicité par le comte Thomas Ier « pour l'un de ses fils un bénéfice à la collation du roi d'Angleterre Henri III ». Au cours de cette même année, Guillaume a obtenu l'église de Combe, des prébendes à Bingham et à St Michael's on Wyre (en), ainsi que le décanat de Vienne (Dauphiné), depuis le mois de juin. Il semble conserver ce dernier tout au long de sa vie.

### Épiscopat
Il est élu, sans consécration canonique, évêque de Valence, vers 1226. Il est choisi par le Chapitre « pour se donner un défenseur contre les tracasseries du comte »  de Valentinois, selon Jules Chevalier. Il prend en charge son diocèse et entre rapidement en conflit avec Aymar II de Poitiers-Valentinois Guillaume, fils du comte Aymar II de Poitiers, meurt entrainant un conflit familial entre sa femme, Flotte de Royans, et son père, Aymar II, sur la question de la tutelle de son fils, Aymar,. Guillaume utilise tous les moyens à sa disposition pour défendre Flotte de Royans et son fils contre le comte, profitant ainsi pour affirmer l'autorité de l'Église de Valence,. Toutefois, son attention se détourne du diocèse pour se concentrer sur les affaires concernant sa propore famille. Lorsqu'il démissionne du siège de Valence, certains auteurs ont considéré qu'il abandonne son siège au profit de l'un de ses frères, peut être Boniface.
En 1236, il accompagne en Angleterre sa nièce Éléonore de Provence, promise au roi Henri III. Il devient un proche conseiller du roi[réf. nécessaire] qui souhaite lui offrir l'évêché de Winchester, mais cette nomination rencontre l'opposition du chapitre.
Finalement, il est nommé prince-évêque de Liège de 1238 jusqu'à sa mort en 1239.
Sa réputation de brave au combat et ses qualités de conseiller du roi d'Angleterre, ami du roi de France, oncle des reines Éléonore et Marguerite de Provence et frère du comte de Savoie, le fit désigner par le pape Grégoire IX pour commander les troupes engagées contre Frédéric II.

### Mort et sépulture
De retour de Rome, Guillaume meurt à Viterbe, le 1er novembre 1239,. 
Sa mort surprend tout le monde et on parle rapidement d'empoisonnement. Les soupçons se portent sur un clerc anglais, maître Lawrence, « que l’on
accusa probablement d’avoir voulu venger ses compatriotes, victimes des Savoyards » (Marchandisse, 1997). L'érudit Jules Chevalier (1889) indiquait pour sa part « Comme l'accusation d'empoisonnement était à la mode dans ce temps-là, on ne manqua pas de dire que la mort de Guillaume était due au poison ». Le suspect s'est justifié et a été innocenté.
Son corps est inhumé dans l'abbaye d'Hautecombe, à l'initiative de son frère Pierre,, « un 5 mai, sans doute de l'année 1240, par les bons soins de son frère Pierre et de l'abbé Burchard d'Hautecombe », auprès de son grand-père Humbert III. Hautecombe n'avait pas encore obtenu son statut de nécropole de la maison de Savoie.
Selon le médiéviste Marchandisse (1997), « Sa mort plongea ses alliés dans la plus profonde affliction, tout particulièrement les souverains anglais Henry III et Éléonore de Provence, dont les débordements de désespoir frisèrent l'hystérie. »

## Armoiries

Armoiries des comtes de Savoie. Blasonnement : De gueules à la croix d'argent.

François Boniver, dans son ouvrage Les armoiries des princes-evêques de Liège (1959), indique que les armes de Guillaume de Savoie se blasonnent ainsi De gueule à une croix d'argent.

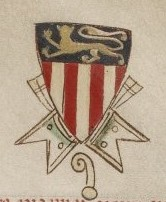
Extrait de Matthew Paris, Historia Anglorum, Royal 14 C VII f. 129v (XIIIe siècle).

L'anglais et savant Matthieu Paris († 1259), dans son Historia Anglorum dite aussi Historia minor, présente un écu attribué à Guillaume de Savoie,. L'écu se blasonne ainsi en anglais : Gules, three pales or, on a chief sable, a lion passant gardant of the second.. Il est dessiné renversé dans l'ouvrage, selon l'usage adopté par l'auteur, avec en « pointe, […] un crosson, renversé […], accompagné de deux mitres, emblèmes des deux sièges épiscopaux possédés […] ».